# NHL Stenden Hogeschool
Die NHL Stenden Hogeschool (englisch NHL Stenden University of applied sciences) ist eine Bildungseinrichtung im Nordosten der Niederlande mit Zweigstellen in anderen Ländern. Zuerst entstand 2008 die Fachhochschule Stenden Hogeschool durch den Zusammenschluss der Hogeschool Drenthe und der Christelijke Hogeschool Nederland (CHN). 2018 entstand NHL Stenden Hogeschool durch den Zusammenschluss mit NHL Hogeschool.

## Geschichte
Die ehemalige Hogeschool Drenthe begann als Ausbildungsstätte für Lehrer in Emmen, Assen und Meppel. Nach einigen Jahren begann die Schule in Emmen mit Laboratoriumstraining, „IHBO“ und bald darauf mit dem Programm Hoger Economisch en Administratief Onderwijs (HEAO). In der Mitte der 1980er Jahre fusionierten diese Schulen, sie schlossen sich zur Hogeschool Drenthe zusammen. Das Angebot der Hogeschool Drenthe wurde dann breiter, und bald kamen auch internationale Studierende. Im Januar 2008 fusionierte die Hogeschool Drenthe mit der Christelijke Hogeschool Nederland (CHN) in Leeuwarden zur Stenden Hogeschool.
Die Hogeschool Drenthe war eine Hogeschool in der Provinz Drenthe mit Standorten in Assen, Emmen und Meppel. Meppel und Assen boten pädagogische Kurse an. In Emmen wurden auch andere Kurse angeboten. Die Kurse an der Hogeschool Drenthe wurden zuerst ausschließlich in niederländischer Sprache angeboten.
Die Christelijke Hogeschool Nederland (CHN) war eine Hogeschool (engl.: University of Applied Sciences) in den Niederlanden.
Im Jahr 2018 erfolgte der Zusammenschluss zwischen der NHL University of Applied Sciences und der Stenden University of Applied Sciences.
Die Hogeschool hat ihren Hauptsitz im friesischen Leeuwarden, ist aber auch an der Provinz Drente an den Standorten Emmen, Meppel, Terschelling und in Groningen tätig. Stenden bietet auch in Indonesien (Bali), Südafrika (Port Alfred) und Thailand (Bangkok) Programme an.

## Studiengänge
Stenden bietet insgesamt 27 Bachelor-Programme, 4 Master-Programme und 2 Associate-Programme an.

### Bachelorstudiengänge in niederländischer Sprache
| Studiengang                              | Ort          |
| ---------------------------------------- | ------------ |
| Betriebswirtschaft                       | Emmen        |
| Biologie und medizinische Laborforschung | Emmen        |
| Commerciële Economie                     | Emmen        |
| Chemie                                   | Emmen        |
| Commerciële Economie                     | Emmen        |
| Entrepreneurship and Retail Management   | Emmen        |
| Grundschullehramt                        | Emmen        |
| Human Resource Management                | Leeuwarden   |
| Kommunikation                            | Leeuwarden   |
| Kreativtherapie                          | Leeuwarden   |
| Maritime Technik                         | Leeuwarden   |
| Maritimer Offizier                       | Terschelling |
| Ocean Technology                         | Terschelling |
| Soziale Arbeit                           | Leeuwarden   |

### Bachelorstudiengänge in englischer Sprache
| Studiengang                                           | Ort               |
| ----------------------------------------------------- | ----------------- |
| Business Administration                               | Leeuwarden        |
| Creative Business, Media Management                   | Leeuwarden        |
| European Studies                                      | Leeuwarden        |
| Hotel Management                                      | Leeuwarden        |
| Information Technology                                | Emmen             |
| International Business                                | Emmen, Leeuwarden |
| International Logistics Management                    | Emmen             |
| International Teacher Education for Secondary Schools | Emmen             |
| Internationales Grundschullehramt                     | Meppen            |
| Kommunikation und Multimedia Design                   | Leeuwarden        |
| Leisure and Events Management                         | Leeuwarden        |
| Marketing Management                                  | Emmen             |
| Tourism Management                                    | Leeuwarden        |

### Masterstudiengänge (in englischer Sprache)
| Studiengang                                        | Ort        |
| -------------------------------------------------- | ---------- |
| Computer Vision & Data Science                     | Leeuwarden |
| Content & Media Strategy                           | Leeuwarden |
| International Leisure, Tourism & Events Management | Leeuwarden |
| International Hospitality and Service Management   | Leeuwarden |

### Associate – Studiengänge (in englischer Sprache)
| Studiengang                 | Ort               |
| --------------------------- | ----------------- |
| Hotel Management            | Emmen, Leeuwarden |
| Leisure & Events Management | Leeuwarden        |

## Vergleichbarkeit zu deutschen Studienangeboten
Niederländische und deutsche Bachelor- und Master-Studiengänge an Fachhochschulen und Universitäten gehören gemäß der Internationalen Standardklassifikation der Bildungsgänge ISCED, wie sie u. a. die OECD bei ihrer jährlichen international vergleichenden Untersuchung „Education at a Glance“ benutzt, zur Tertiary type A education (ISCED 5A). Dies bedeutet, dass die Bachelor-Studiengänge der Stenden Hogeschool qualitativ vergleichbar mit deutschen Fachhochschulstudiengängen der gleichen Studienrichtung sein müssen.
Seit der Bachelor-Master-Struktur wird die Qualität von Studienprogrammen durch die Pflicht zur Akkreditierung bei einer mit dieser Aufgabe vom Staat betrauten Organisation gewährleistet. Die Niederlande waren ein Vorreiter bei der Herstellung von Transparenz und Vergleichbarkeit der Qualitätskriterien innerhalb Europas. Österreichische, schweizerische und norwegische Akkreditierungsorganisationen erkennen die Akkreditierungen der niederländisch-flämischen NVAO seit Dezember 2007 automatisch an.
Deutschland hingegen hat Vorbehalte gegenüber der wissenschaftlichen Qualität von Hogescholen in den Niederlanden, die nicht den Vorgaben der deutschen Hochschulgesetze entsprechen, da an den Hogescholen keine Professoren lehren und auch keine Anforderung an eine Mindestquote von Promovierten besteht. In Deutschland hingegen müssen alle Hochschulen über mind. 50 Prozent Professoren verfügen. In Deutschland ist der Bachelorabschluss an einer FH dem an einer Uni gleichgestellt, die Akkreditierungsbedingungen sind identisch, ein „Bachelor of Arts“ etc. an einer FH ist ein wissenschaftlicher Abschluss auf Universitätsniveau, nicht hingegen in den Niederlanden, wo dieser Abschluss an Hogescholen außer in geprüften Ausnahmefällen nicht verliehen werden darf.
Vor diesem Hintergrund hat die Kultusministerkonferenz am 31. Mai 2012 beschlossen, dass zwar auch Inhabern von Bachelorabschlüssen einer niederländischen Hogeschool der direkte Hochschulzugang etwa für ein Masterstudium in Deutschland offensteht. Der Beschluss der KMK schränkt dies allerdings ein: „Die Hochschulen und Zeugnisanerkennungsstellen können von der Erteilung einer auf den Hochschulabschluss gründenden Hochschulzugangsberechtigung absehen, wenn im konkreten Fall ein hinreichender wissenschaftlicher Charakter der Ausbildung fraglich oder erkennbar nicht vorhanden ist“.
Deutsche und niederländische Fachhochschulen haben dennoch Kooperationsvereinbarungen geschlossen, die einen Austausch von Studierenden beinhalten. Die Leistungsnachweise, welche an der Partnerhochschule erbracht werden, werden dabei anerkannt. Stenden Hogeschool hatte bis zum 14. Januar 2011 elf Kooperationen mit deutschen Hochschulen mit Studentenaustausch. Beispielsweise bestehen für den Bereich Tourismus, wo die meisten Deutschen in Leeuwarden zu finden sind, Kooperationen mit Hochschulen in München, Kempten und Zittau/Görlitz.